# Willard T. Sears
Thomas Willard Sears (5 de noviembre de 1837 - 21 de mayo de 1920) fue un prominente arquitecto de Nueva Inglaterra de los siglos XIX y XX, trabajó principalmente en el Renacimiento gótico y Neorrenacimiento.
En 1861, Sears abrió un estudio de arquitectura con Charles Amos Cummings. Juntos como Cummings y Sears, diseñaron edificios de gran importancia, sobre todo eclesiásticas y académicas, en los alrededores de Boston, incluyendo Brechin Hall y la Stone Chapal en la Phillips Academy en Andover, la Old South Church de la Plaza Copley (1875), y el Cyclorama (1884).
La firma de Sears y Cummings también fueron capaces de diseñar proyectos utilitarista e hicieron el diseño de una serie de acueductos y puentes ferroviarios. Ellos formaron una empresa de desarrollo que se pretendía construir un tren elevado en Brooklyn, Nueva York, pero al estar fuera del área urbana, no pudieron obtener la cooperación política y se vendió el diseño y los derechos. El ejecutivo a cargo fue el juez Hiram Bond.
En 1896, Sears fue contratado por Isabella Stewart Gardner para diseñar su casa en Boston, en el barrio de Fenway. A su muerte este edificio se convirtió en el Museo Isabella Stewart Gardner. En 1897, diseñó lo que sería la Casa de la Sra. Roosevelt Cottage que en 1964 se convertiría en el Parque Internacional Roosevelt Campobello en Nuevo Brunswick, Canadá. En 1898, Sears fue el encargado de diseñar el Monumento Pilgrim en Provincetown, Massachusetts.